# Agathymus florenceae
Agathymus florenceae is een vlinder uit de familie van de dikkopjes (Hesperiidae). De wetenschappelijke naam van de soort is voor het eerst geldig gepubliceerd in 1957 door Stallings & Turner.